# Челле-ді-Бульгерія
Челле-ді-Бульгерія, Челле-ді-Бульґерія (італ. Celle di Bulgheria) — муніципалітет в Італії, у регіоні Кампанія,  провінція Салерно.
Челле-ді-Бульгерія розташоване на відстані близько 320 км на південний схід від Рима, 130 км на південний схід від Неаполя, 85 км на південний схід від Салерно.
Населення — 1933 особи (2014).
Щорічний фестиваль відбувається 5 серпня. Покровитель — Madonna della Neve.

## Демографія
Населення за роками:

Станом на 1 січня 2023 року в муніципалітеті офіційно проживало 38 іноземців з 10 країн, серед них 27 громадян країн Євросоюзу та 3 громадяни України.

## Сусідні муніципалітети
- Камерота
- Чентола
- Лаурито
- Монтано-Антілія
- Роккаглоріоза